# Edward Kowalczyk (aktor)

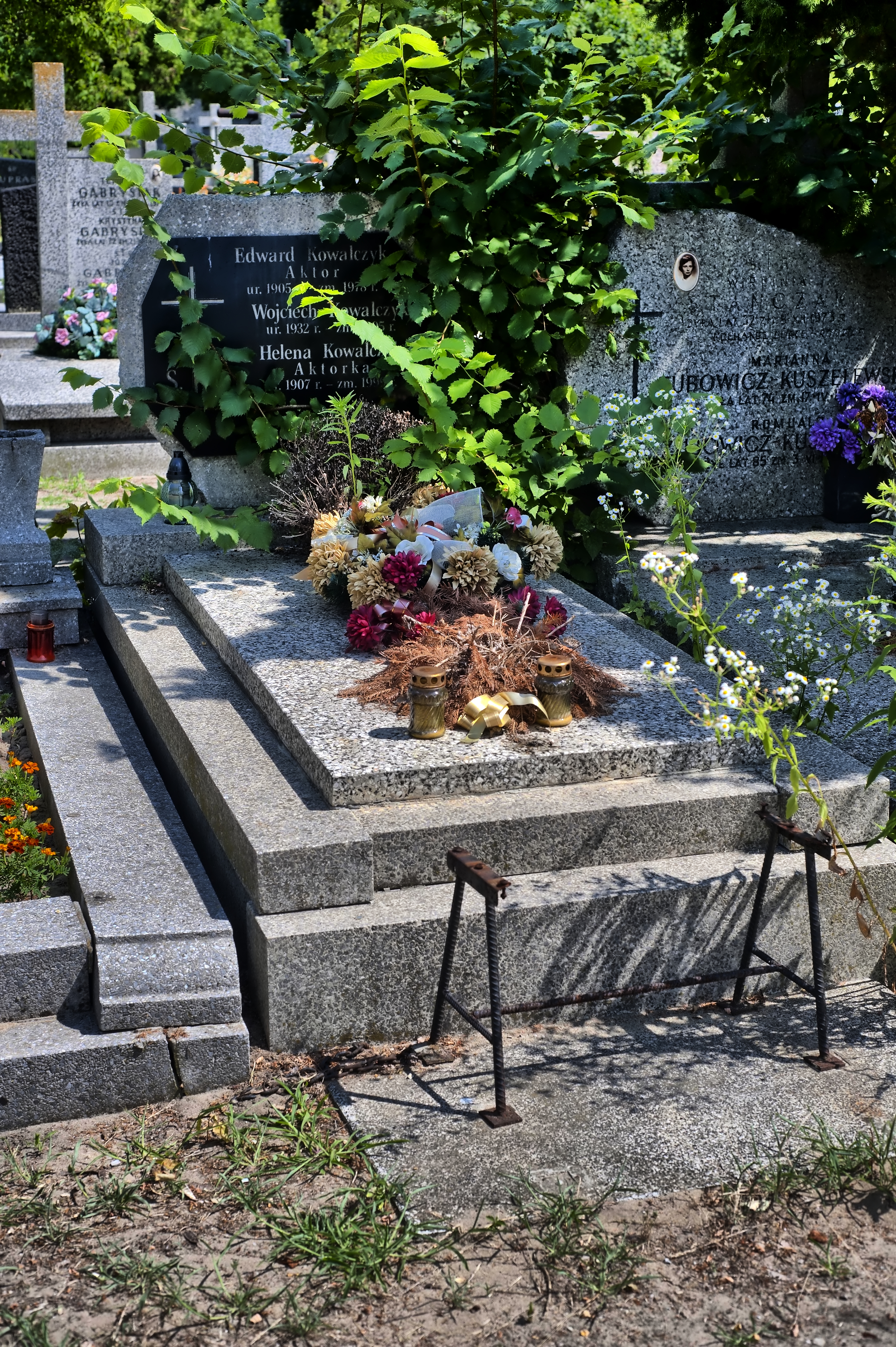
Grób Edwarda Kowalczyka na warszawskim cmentarzu Bródnowskim

Edward Jakub Kowalczyk (ur. 12 października 1905 w Lublinie, zm. 25 października 1978 w Warszawie) – polski aktor teatralny i filmowy.

## Życiorys
Urodził się w rodzinie Antoniego i Eleonory Kowalczyków. Jego brat Mieczysław Wielicz (1910–1983) był także aktorem. Edward zadebiutował, mając 21 lat, jako statysta i epizodysta w Teatrze Miejskim w Lublinie. W 1928 złożył egzamin w ZASP, otrzymał angaż i grał na tamtejszej scenie do 1933. Następnie przystąpił do Objazdowego Teatru Wołyńskiego w Łucku, tam poznał swoją przyszłą żonę Helenę. W 1938 razem osiedli w Bydgoszczy, angażując się w tamtejszym Teatrze Miejskim. Podczas okupacji hitlerowskiej prowadził skład opałowy, angażując się w działalność konspiracyjną.
W 1945 przeniósł się na rok do Lublina, aby później związać resztę swojego życia z Warszawą, a pracę z Teatrem Współczesnym. Karierę teatralną zakończył w 1973, kiedy to przeszedł na emeryturę. Od 1948 występował w słuchowiskach Teatru Polskiego Radia. Od 1953 grał w filmach i spektaklach Teatru Telewizji.
Zmarł w Warszawie, pochowany na cmentarzu Bródnowskim (sektor 83D-6-32).

## Filmografia
- 1953: Domek z kart – Kajdas, posterunkowy w Rozstajach
- 1958: Wolne miasto – kolejarz Stanisław Herman
- 1961: Wyrok – Stefan Kołodziejczyk, przewodniczący komitetu blokowego
- 1961: Samson – policjant
- 1964: Wilczy bilet
- 1965: Miejsce dla jednego – członek inspekcji
- 1968: Dzieci z naszej szkoły – dozorca (odc. 3 i 4)
- 1970: Romantyczni
- 1970: Kaszëbë – Bołda
- 1971: Wezwanie – Tadeusz, brat Jadwigi
- 1973: Janosik (odc. 9)
- 1974: Urodziny Matyldy – mężczyzna z prywatki
- 1975: Dyrektorzy (odc. 1–3)

Źródło: Filmpolski.pl.

## Spektakle Teatru Tv
- 1954: Karabiny matki Carrar – rybak
- 1958: Błędne koło
- 1958: Spadek
- 1961: Anna Karenina
- 1962: Jestem dorosły
- 1963: Dzieje jednego pocisku – rewirowy; robotnik
- 1964: Równanie Maxwella
- 1965: Dym
- 1965: Kapitan z Koepenick
- 1966: Jedna noc – protokolant
- 1967: Tak jest jak się państwu zdaje – służący
- 1968: Anatol – kelner
- 1968: Brat marnotrawny – Merriman
- 1969: Gniewko, syn rybaka – stary rycerz w Łęczycy (cz. 4)
- 1970: Dziewczęta z Nowolipek (cz. 3)
- 1971: Maskarada – kamerdyner
- 1971: Orzeł na dachu
- 1971: Późna miłość szalejem kwitnie – carska osoba
- 1972: Lato w Nohant – Jan
- 1973: Akcja V – ojciec Jończyka (cz. 3–4)
- 1973: W domu z powrotem
- 1977: Przed burzą (cz. 5)
- 1978: Więź – sekretarz

Źródło: Filmpolski.pl.

## Ordery i odznaczenia
- Krzyż Kawalerski Orderu Odrodzenia Polski
- Medal 10-lecia Polski Ludowej (19 stycznia 1955)[4]
- Odznaka „Zasłużony dla Teatru Polskiego w Warszawie” (1976)[2]